# Aire naturelle Baia di Ieranto
L'aire naturelle Baia di Ieranto (en italien : Area naturale  Baia di Ieranto) (orthographié quelquefois Jearanto) est le nom d'une réserve naturelle italienne, instituée en 1997, et située sur la commune de Massa Lubrense dans la province de Naples en Campanie.
D'une superficie de 49,50 ha, la baie de Ieranto se trouve à l'extrême pointe de la péninsule sorrentine, sur une échancrure du littoral entre Capri et la côte amalfitaine.

## Histoire
Dans la baie de Ieranto, les premières traces de civilisation datent de la fin du Paléolithique, il y a environ 13 000 ans. Considérée comme sacré par les Romains, elle est la demeure des sirènes selon l'ancienne et poétique légende. Au début du XXe siècle, la zone est un site minier pour l'extraction de la chaux. Depuis 1986, la gestion du site est confiée au Fondo per l'Ambiente Italiano.

## La flore
Elle est principalement composée d'oliviers, de caroubiers, de figuiers sauvages et de Barbarie. La proche maison du gardien abrite un verger arboré de divers citrus.

## Accès
La baie est accessible par bateau au départ de la marina de Nerano ainsi que par un sentier pédestre, long d'environ 3 km, depuis Nerano (alta) ; enveloppé dans le silence des grands espaces, ce sentier à la végétation typiquement méditerranéenne permet de jouir d'un des plus beaux panorama de Sorrente.